# David Shore
David Shore (* 3. července 1959, London, Ontario, Kanada) je kanadský režisér a scenárista známý svou produkcí pro televizní společnosti. Původním povoláním je právník. Byl producentem mnoha epizod kultovního televizního seriálu Směr jih a spolupracoval také na seriálech Rodinné právo nebo Policie New York. Jeho pravděpodobně nejznámější režisérský počin je televizní seriál z lékařského prostředí Dr. House, za nějž získal několik prestižních ocenění.

## Biografie
Jako jediný z rodiny je součástí televizního průmyslu. Jeho mladší bratří, dvojčata, jsou rabíni. Vystudoval University of Toronto, kde studoval práva. Předtím, než se odstěhoval do Los Angeles a dal se na dráhu televizního scenáristy, producenta a režiséra vykonával v Kanadě advokacii.

## Infrigement
Předtím než se stal producentem úspěšného televizního seriálu Policie New York (pro TV ABC), za který dostal dvě ceny Emmy, byl producentem seriálu Směr jih. Jeho zřejmě nejvýznamnější počin byla režie, scénář a produkce televizního seriálu Dr. House (pro TV FOX).
S manželkou Judy a třemi dětmi žije v Kalifornii.